# 法木作
法木作（ほうぎさく）は、千葉県君津市の地名。現行行政地名は大字法木作および法木作1丁目。郵便番号は299-1174。

## 地理
市内北西部、小糸川下流右岸に位置する。西部は住宅地、東部は水田地帯となっている。
北で内箕輪・内蓑輪、東で三直、南から西にかけて外箕輪とそれぞれ接する（いずれも君津市）。地内東側が大字法木作、西側が法木作1丁目である。

## 歴史

### 地名の由来
箒木の谷という地勢から、あるいは地内に朴の木が存在したことから名付けられたという説がある。かつては法木とも称した。

### 沿革
- 江戸時代 - 周淮郡法木作村成立。当初は幕府・旗本本多氏の相給、のち幕府・西端藩の相給。
- 1873年（明治6年） - 法木作村、千葉県に所属。
- 1889年（明治22年）4月1日 - 町村制施行により周淮郡八重原村大字法木作となる。
- 1897年（明治30年）4月1日 - 八重原村、郡統合により君津郡所属となる。
- 1943年（昭和18年）4月1日 - 八重原村と周西村が合併し君津郡君津町が成立、同町の大字となる。
- 1971年（昭和46年）9月1日 - 君津町が市制施行し、君津市となる。
- 1983年（昭和58年）11月1日 - 西部で住居表示実施[4]、法木作1丁目成立。

## 統計
|             | 世帯数 | 人口 | 地図                               |
| ----------- | ------ | ---- | ---------------------------------- |
| 法木作      | 35     | 84   | 北緯35度19分7秒 東経139度55分50秒  |
| 法木作1丁目 | 211    | 467  | 北緯35度19分14秒 東経139度55分38秒 |
| 計          | 246    | 551  |                                    |

1. ↑  “平成29年君津市人口”.   君津市 (2017年11月8日). 2017年11月20日閲覧。
2. ↑  単位：世帯
3. ↑  単位：人

## 小・中学校の学区
市立小・中学校に通う場合、学区は以下の通りとなる。
| 大字・丁目  | 番地 | 小学校               | 中学校               |
| ----------- | ---- | -------------------- | -------------------- |
| 法木作      | 全域 | 君津市立八重原小学校 | 君津市立八重原中学校 |
| 法木作1丁目 | 全域 | 君津市立八重原小学校 | 君津市立八重原中学校 |

## 交通
地内を通る鉄道路線はない。最寄駅はJR内房線君津駅。

### バス
- 日東交通
  - 三島線 木更津駅西口行・中島行
  - 周西線 君津製鐵所行・君津駅南口行・イオンタウン君津行・大和田陸橋下行・中央門前行・中島行
- 君津市コミュニティバス
  - 小糸川循環線 君津グラウンドゴルフ場 - 常代5丁目 - 君津駅南口 - 君津市役所 - 市民体育館 - 君津バスターミナル - 法木作 - 常代5丁目 - （小糸郵便局前） - 君津グラウンドゴルフ場（循環ルート）

### 道路
一般国道
- 国道127号（内房なぎさライン）

主要地方道
- 千葉県道92号君津鴨川線

一般県道
- 千葉県道158号君津青堀線 - 起点のみ。
- 千葉県道164号荻作君津線

## 施設
法木作
- 法木作自治会館
- ヤマト運輸君津センター

法木作1丁目
- かつや千葉君津店
- 三月田公園[6][7]

公立小学校の学区は全域で君津市立八重原小学校、公立中学校は君津市立八重原中学校。